# Halonatronum
Halonatronum è un genere di batterio appartenente alla famiglia delle Halobacteroidaceae.